# Класична школа кримінального права
Класична школа в кримінальному праві — напрямок в кримінально-правовій науці, що з'явився в XVIII столітті. Серед основних положень, висунутих прихильниками даної школи, можна назвати визнання кримінального закону єдиним актом, який може встановлювати злочинність і покарання діянь, а також проголошення рівності всіх перед законом незалежно від станової приналежності і привілеїв.